# Neoptòlem II de l'Epir
Neoptòlem II de l'Epir (Neoptolemos, Νεοπτόλεμος) fou rei de l'Epir vers 326 aC a 323 aC.
Era fill d'Alexandre I de l'Epir al que va succeir a la seva mort vers el 326 aC. Era llavors probablement un infant i al cap de tres anys l'antic rei Arimbes de l'Epir el va apartar del poder i va ocupar el tron fins que va morir uns mesos després i la successió va restar a la seva branca.
El 317 aC una revolució el va portar altre cop al tron amb el suport de Cassandre de Macedònia. El 313 aC, cansats els epírotes de la influència de Cassandre, van cridar altre cop al tron a Aecides de l'Epir. Cassandre hi va enviar un exèrcit que va derrotar a Aecides en dues batalles a la darrera de les quals va morir. El seu germà Alcetes II fou proclamat rei i al cap de poc es va aliar amb Cassandre.
Una revolta popular amb suport de Glàucies rei d'Il·líria el va enderrocar i va posar al tron a Pirros, fill d'Aecides (307 aC).
El 302 aC, absent Pirros, una nova revolta el va deposar i va portar al tron a Neoptòlem II. Va regnar llavors sis anys sense oposició, de manera tirànica, obrint el camí al retorn de Pirros que va desembarcar vers el 297 aC al front d'un exèrcit que li havia donat Ptolemeu I Sòter d'Egipte. Neoptòlem va signar un acord amb Pirros pel qual els dos compartirien la sobirania. L'acord fou de curta durada; Neoptòlem va planejar eliminar a Pirros en un festival en el que estava reunida tota la noblesa i els dos reis; però la conspiració fou descoberta i Pirros va matar el seu rival en el mateix banquet.